# Borowica (Uciechów)
Borowica (niem. Harthau) –  zniesiona nazwa przysiółka wsi Uciechów w Polsce, położonego w województwie dolnośląskim, w powiecie dzierżoniowskim, w gminie Dzierżoniów.
Nazwę zniesiono 1 stycznia 2007, na podstawie z rozporządzenia Ministerstwa Spraw Wewnętrznych i Administracji.
W latach 1975–1998 przysiółek administracyjnie należał do województwa wałbrzyskiego.